# El último viaje del «Temerario»
El último viaje del «Temerario» es el título breve con el que se conoce el cuadro The Fighting Temeraire tugged to her last berth to be broken up, 1838 [«El combativo Temerario siendo remolcado a su último fondeadero para ser desmantelado, 1838»], del pintor romántico británico Joseph Mallord William Turner. Pintado en óleo sobre tela de 91 centímetros de alto por 122 centímetros de ancho y terminado en 1839, se halla expuesto en la National Gallery de Londres (Reino Unido).
En la etapa en la que expuso esta pintura, una de sus favoritas, Turner era ya un pintor consagrado que durante más de cuarenta años había creado atmosféricas pinturas en las que reflejaba temas como el cielo, el mar, los fenómenos meteorológicos y los efectos de la luz sobre los objetos.

## Contexto histórico
El HMS Temeraire fue un navío de línea de 98 cañones que había desempeñado un destacado papel en la batalla de Trafalgar escoltando al HMS Victory, buque insignia del almirante Horatio Nelson. Una vez acabada su vida útil en 1838, el Almirantazgo decidió despiezarlo en alta mar y remolcar el casco al desguace para vender la madera. El transporte por el Támesis atrajo una considerable atención por parte de la prensa de la época, ya que hasta ese momento era el buque más grande jamás vendido por el alto mando militar, y también el más grande remolcado por el río londinense para su desmantelamiento.

## Descripción
La composición de este cuadro es inusual: el objeto más significativo, el antiguo buque de guerra, no está en el centro del cuadro sino en el cuadrante inferior izquierdo, desde donde, con majestuoso esplendor, y caracterizado con una llamativa y escueta gama de colores casi espectrales, se eleva contra un triángulo de cielo azul y niebla ascendente que lo realza. El decadente esplendor de la vieja nave contrasta con el sucio remolcador que le precede y que, ennegrecido con su alta chimenea, agita a su paso la superficie del río.
El triángulo azul enmarca un grupo de barcos, también de vela, que van disminuyendo de tamaño con la lejanía. En el instante capturado por Turner, el remolcador y su ilustre carga están rebasando una pequeña embarcación fluvial con su vela levemente mecida por la brisa. Más allá se desplaza un navío con todo el velamen desplegado. También puede apreciarse río abajo la fina mancha blanca de otra embarcación. A lo lejos, más allá de un segundo remolcador que se dirige hacia ellos, permanece anclado un barco de tres mástiles.

En el lado opuesto, a la misma distancia del marco que el mástil principal del Temerario, el sol, poniéndose tras el estuario, proyecta sus rayos sobre la superficie del agua. Además de reflejarse sobre la superficie del río, el rojo de las nubes se replica en el color del humo del remolcador.

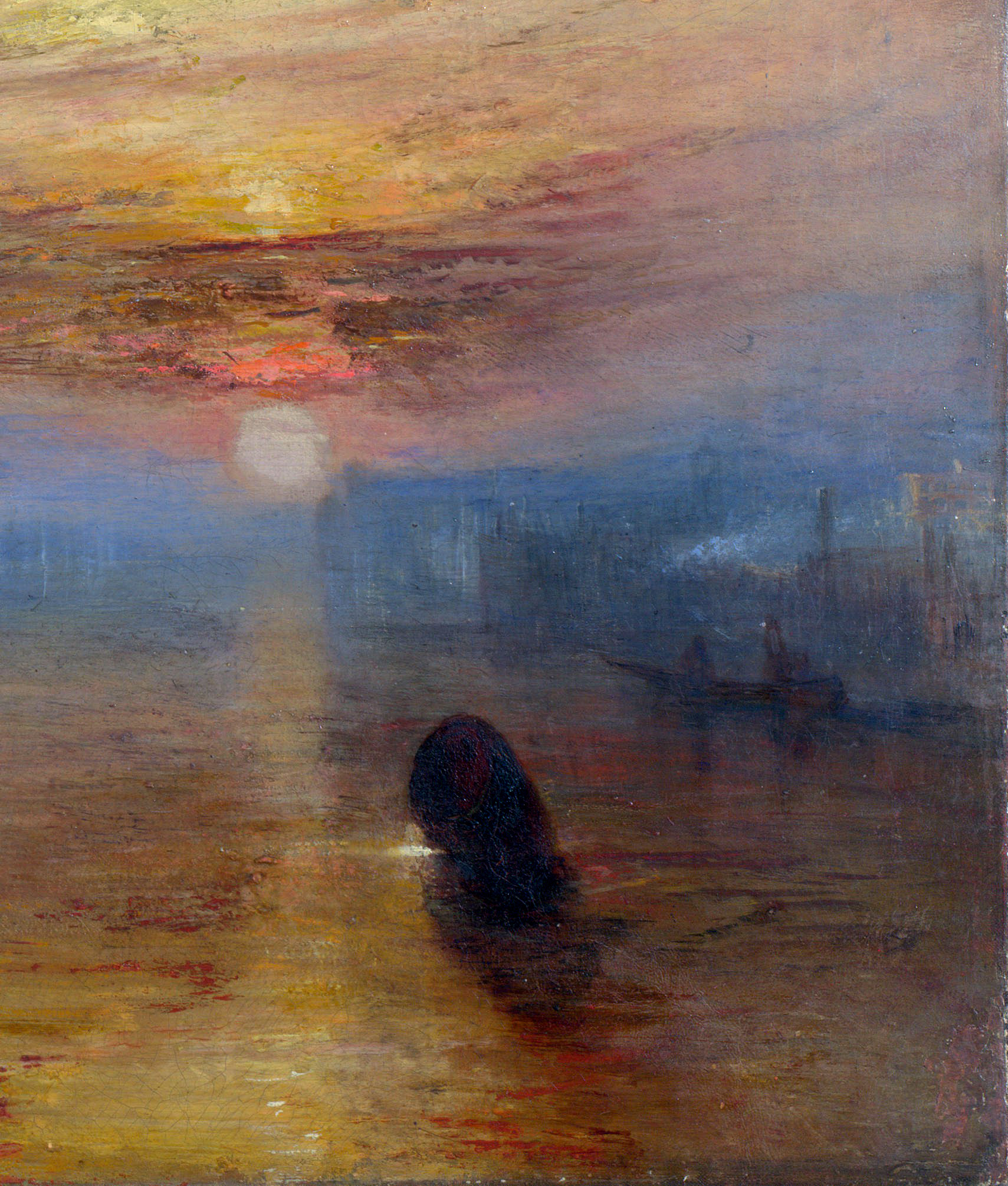
Detalle en el que se advierte, en primer plano, una boya y, detrás, la canoa en la que Turner se representó navegando junto a su amigo Clarkson F. Stanfield.

Turner quiso dejar constancia de que el buque ya había dejado de pertenecer a la armada británica. No solo omitió cualquier enseña en el buque, sino que, ahondando en el patetismo del honor perdido, pintó de un color blanco plano la bandera que ondea del mástil más alto del remolcador. De hecho, cuando se exhibió en la Royal Academy en 1839, el cuadro fue enmarcado con unos versos adaptados del poema de Thomas Campbell Ye Mariners of England: «The flag which braved the battle and the breeze, / No longer owns her» [La bandera que desafió a la batalla y a la brisa / ya no te pertenece].

### Licencias artísticas
El autor se tomó algunas licencias para reflejar las connotaciones simbólicas que pretendía transmitir.
- Por aquel entonces, la Marina Real británica ordenaba desmontar en alta mar cualquier parte aprovechable de toda embarcación que hubiera llegado al final de su vida útil. El Temeraire no fue una excepción, así que lo que el remolcador arrastró realmente fue un cascarón desprovisto de velamen. Pero Turner quiso representarlo intacto, con todos sus mástiles y velas, con el fin de reivindicar su glorioso pasado.
- Aunque el Temerario había sido transportado por dos remolcadores, Turner representó solo uno tirando del barco (si bien puede observarse el otro a lo lejos, ajeno a la operación).Grabado de James Tibbits Willmore que «corregía» la posición de la chimenea para reflejar su disposición real.

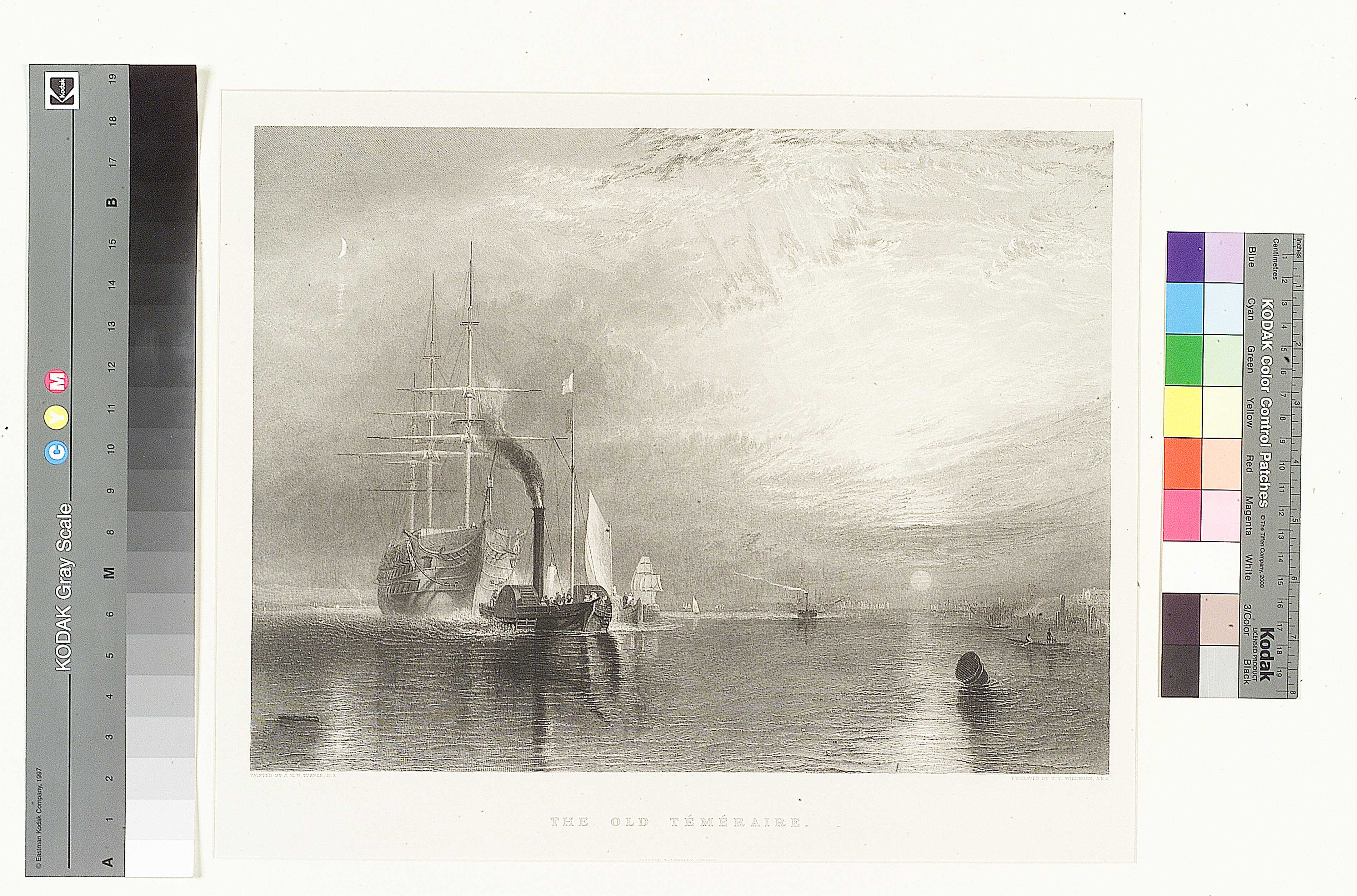
Grabado de James Tibbits Willmore que «corregía» la posición de la chimenea para reflejar su disposición real.

- También intercambió en el remolcador las posiciones del mástil delantero y la chimenea, en alusión a una «visión profética del hierro, el humo, el hollín y el vapor como máximo adelanto de tecnología naval»; quería realzar así el poder de vapor sobre el poder de la vela. Esta decisión fue muy discutida entre los críticos, pero Turner se reafirmó en su idea inicial; de hecho, desaprobó una reproducción en grabado que «devolvía» cada pieza a su posición real, lo cual, según el pintor debilitaba notablemente la efectividad del mensaje.[4]
- La hora del día y la posición del sol que enmarcan la escena suscitaron una viva controversia en las páginas del diario londinense The Times. Lo más probable es que el Temerario habría llegado a Rotherhithe a plena luz del día, no al caer la tarde; además, su sol se está poniendo en una dirección imposible: un barco que hubiera navegado Támesis arriba lo haría en dirección oeste y, por tanto, no podría dejar el sol detrás de sí, al este.
- La escena muestra, a la derecha, al propio Turner «presenciando» la operación mientras navegaba por el área de Greenwich en compañía de su amigo Clarkson Frederick Stanfield alrededor del mediodía del 5 de septiembre de 1838. Sin embargo, es probable que Turner no asistiera realmente a la travesía; de hecho, se ha especulado que en aquellas fechas ni siquiera estaba en Inglaterra.[3]

## Simbolismo
Este cuadro muestra la fascinación de Turner por los temas elementales: el agua, el aire y el fuego. El pintor se adentraba en su fase más abstracta y rica en contrastes: el mundo antiguo frente a la civilización moderna, el orgulloso navío frente al funcional remolcador, la pincelada suelta y el color empastado del cielo frente al detallismo del barco, o los colores fríos del lado izquierdo frente a los cálidos del derecho.

Es en obras como esta donde mejor se aprecia la disolución de la forma, el énfasis en la luz y el color y la pincelada emotiva de Turner, que marcarían a los impresionistas y a tantísimos artistas abstractos.
Ann Key

La desaparición de la fuerza heroica de antaño es el tema principal de la pintura. Se ha sugerido que el barco representa al artista mismo, con un pasado glorioso y un artista consagrado, pero que ahora asiste a su propia y humilde condición de entidad mortal. Además, para dotarlo de una presencia más majestuosa, lo pintó «en alto», con la quilla apenas oculta bajo la superficie del agua, «como elevándose por encima del mundo terrenal», como si se deslizara sobre las aguas del río en lugar de ir semisumergido en ellas.
Uno de los recursos simbólicos favoritos de Turner era teñir el cielo de tonos escarlata con la intención de sugerir muerte o ruina. En este sentido, la puesta de sol vendría a reforzar el sentimiento de ocaso, de decadencia. Conforme el Temerario se aproxima a su fin, también lo hace el día, con la luna en el horizonte anunciando la llegada de la noche. «Para el buque de guerra sentenciado, sin duda iba a ser una noche muy larga».
Las tonalidades cobrizas de las nubes replican el ardiente humo del remolcador, mientras que el disco claro del sol encuentra su contrapunto en la oscura boya de la esquina inferior derecha, que desde su posición en primer plano nos introduce en la escena.
A medida que el sol se va, una pálida luna creciente se va elevando sobre la esquina superior izquierda. Por detrás de la fúnebre comitiva, una franja de luna arroja un rayo a través del río, simbolizando el comienzo de la nueva era industrial. Turner se había venido interesando desde mucho tiempo atrás en la aparición simultánea del sol y la luna para acentuar la idea de transición.
Asimismo, la quietud de los veleros en segundo plano vendría a simbolizar la ya inevitable obsolescencia de este sistema de navegación.

## Legado
Turner rechazó sistemáticamente en vida las ofertas de compra que recibió para vender la pintura y prefirió conservarla con él; de hecho, con frecuencia se refería a ella como su «favorita» (darling). A su muerte, la obra pasó a ser propiedad del patrimonio cultural de Reino Unido.
En 2005, BBC Radio 4 organizó, junto con la National Gallery, una encuesta para elegir la mejor pintura de entre todas las expuestas en museos de Reino Unido. La pintura de Turner resultó ganadora, con 31892 votos sobre un total de 118111. Le siguieron La carreta de heno, de John Constable, y Un bar del Folies Bergère, de Édouard Manet.